# А-ліга (Литва)
Чемпіона́т Литви́ з футбо́лу, А-ліга (лит. A lyga) — вищий дивізіон чемпіонату професійних футбольних клубів Литви. Проводиться з 1922 року, у період з 1945 по 1989 роки найсильніші клуби Литовської РСР брали участь у чемпіонаті СРСР — «Жальгіріс», «Атлантас» (Клайпеда) і «Інкарас» (Каунас). У 1991 році була відроджена Федерація футболу Литви. До 1999 року чемпіонат проводився за системою «осінь — весна» у 2 кола, з 1999 року чемпіонат проводиться за системою «весна — осінь» у 4 кола.

## Чемпіонати

### 1922—1943
| Сезон                                             | Чемпіон                                                                           | 2-е місце                                                                         | 3-є місце                                                                         |
| ------------------------------------------------- | --------------------------------------------------------------------------------- | --------------------------------------------------------------------------------- | --------------------------------------------------------------------------------- |
| Міжвоєнні чемпіонати (Незалежна Литва)            |                                                                                   |                                                                                   |                                                                                   |
| 1922                                              | ЛФЛС (Каунас)                                                                     | ЛФЛС (Шанци)                                                                      | ЛФЛС-2 (Каунас)                                                                   |
| 1923                                              | ЛФЛС Каунас                                                                       | КСК (Каунас)                                                                      | «Ковас» Каунас                                                                    |
| 1924                                              | «Ковас» Каунас                                                                    | «Спортферайн» Клайпеда                                                            | ЛФЛС Каунас МТВ (Клайпеда)                                                        |
| 1925                                              | «Ковас» Каунас                                                                    | ЛФЛС (Шяуляй)                                                                     | Фрея (Клайпеда)                                                                   |
| 1926                                              | «Ковас» Каунас                                                                    | КСС (Клайпеда)                                                                    | ЛФЛС Шяуляй                                                                       |
| 1927                                              | ЛФЛС Каунас                                                                       | «Спортферайн» Пагегяй                                                             | ЛФЛС (Шяуляй)                                                                     |
| 1928                                              | КСС Клайпеда                                                                      | ЛФЛС Каунас                                                                       | ЛДС (Шяуляй)                                                                      |
| 1929                                              | КСС Клайпеда                                                                      | ЛФЛС Каунас                                                                       | КСК «Культус» Каунас «Фрея» Клайпеда                                              |
| 1930                                              | КСС Клайпеда                                                                      | ЛФЛС Каунас                                                                       | «Свейката» Кібартай «Макабі» Шяуляй                                               |
| 1931                                              | КСС Клайпеда                                                                      | «Ковас» Каунас                                                                    | Фрея Клайпеда                                                                     |
| 1932                                              | ЛФЛС Каунас                                                                       | КСС Клайпеда                                                                      | ЛГСФ (Каунас)                                                                     |
| 1933                                              | «Ковас» Каунас                                                                    | ЛФЛС Каунас                                                                       | ЛГСФ Каунас                                                                       |
| 1934                                              | МСК (Каунас)                                                                      | ЛФЛС Каунас                                                                       | ЛГСФ Каунас                                                                       |
| 1935                                              | «Ковас» Каунас                                                                    | КСС Клайпеда                                                                      | «Сакалас» Шяуляй «Шауліс» Укмерге                                                 |
| 1936                                              | «Ковас» Каунас                                                                    | ЛФЛС Каунас                                                                       | ЛГСФ Каунас                                                                       |
| 1936-1937                                         | КСС Клайпеда                                                                      | «Ковас» Каунас                                                                    | ЛФЛС Каунас                                                                       |
| 1937-1938                                         | КСС Клайпеда                                                                      | ЛГСФ Каунас                                                                       | «Швітуріс» Клайпеда                                                               |
| 1938-1939                                         | ЛГСФ Каунас                                                                       | «Ковас» Каунас                                                                    | КСС Клайпеда                                                                      |
| 1939-1940                                         | Не проводився                                                                     | Не проводився                                                                     | Не проводився                                                                     |
| II Світова війна (Радянська та німецька окупація) |                                                                                   |                                                                                   |                                                                                   |
| 1941                                              | Чемпіонат не завершено через Другу світову війну («Спартакас» Каунас перше місце) | Чемпіонат не завершено через Другу світову війну («Спартакас» Каунас перше місце) | Чемпіонат не завершено через Другу світову війну («Спартакас» Каунас перше місце) |
| 1942                                              | ЛФЛС Каунас                                                                       | МСК (Паневежис)                                                                   | «Губернія» Шяуляй ЛФЛС Вільнюс                                                    |
| 1942-1943                                         | «Таурас» Каунас                                                                   | МСК Паневежис                                                                     | «Губернія» Шяуляй ЛГСФ Вільнюс                                                    |
| 1943-1944                                         | Чемпіонат не завершено через Другу світову війну («Таурас» Каунас перше місце)    | Чемпіонат не завершено через Другу світову війну («Таурас» Каунас перше місце)    | Чемпіонат не завершено через Другу світову війну («Таурас» Каунас перше місце)    |

Чемпіони, загальна таблиця (1921—1943)
| Клуб            | Чемпіон | 2-е місце | 3-є місце | Переможні роки                               |
| --------------- | ------- | --------- | --------- | -------------------------------------------- |
| «Ковас» Каунас  | 6       | 4         | 1         | 1924, 1925, 1926, 1933, 1935, 1936           |
| КСС Клайпеда    | 6       | 3         | 1         | 1928, 1929, 1930, 1931, 1936—1937, 1937—1938 |
| ЛФЛС Каунас     | 5       | 6         | 2         | 1922, 1923, 1927, 1932, 1942                 |
| ЛГСФ Каунас     | 1       | 1         | 4         | 1938-1939                                    |
| МСК Каунас      | 1       | 0         | 0         | 1934                                         |
| «Таурас» Каунас | 1       | 0         | 0         | 1942-1943                                    |

### Литовська РСР
| Сезон     | Чемпіон                 | 2-е місце                  | 3-є місце                            | Бомбардир (Клуб) | Голи |
| --------- | ----------------------- | -------------------------- | ------------------------------------ | --- | ---- |
| 1945      | «Спартакас» Каунас      | «Динамо» Вільнюс           | «Содиба» Клайпеда «Спартакас» Шяуляй | ? |      |
| 1946      | «Динамо» Каунас         | «Спартакас» Каунас         | «Локомотивас» Паневежис              | ? |      |
| 1947      | «Локомотивас» Каунас    | «Спартакас» Шяуляй         | «Жальгіріс» Клайпеда                 | ? |      |
| 1948      | «Елніас» Шяуляй         | «Жальгіріс» Таураге        | «Спартакас» Вільнюс                  | ? |      |
| 1949      | «Елніас» Шяуляй         | «Інкарас» Каунас           | «Веліава» Шяуляй                     | ? |      |
| 1950      | «Інкарас» Каунас        | «Елніас» Шяуляй            | «Аудра» Клайпеда                     | ? |      |
| 1951      | «Інкарас» Каунас        | «Елніас» Шяуляй            | «Аудінія» Каунас                     | ? |      |
| 1952      | БО Вільнюс              | «Інкарас» Каунас           | «Елніас» Шяуляй                      | ? |      |
| 1953      | «Елніас» Шяуляй         | «Інкарас» Каунас           | «Ліма» Каунас                        | ? |      |
| 1954      | «Інкарас» Каунас        | «Ліма» Каунас              | «Елніас» Шяуляй                      | ? |      |
| 1955      | «Ліма» Каунас           | «Раудонасіс спаліс» Каунас | «Ельфа» Вільнюс                      | ? |      |
| 1956      | «Ліну Аудінія» Плунге   | «Елніас» Шяуляй            | МСК Паневежис                        | Альгімантас Луцінавічюс (МСК Паневежис) | 28   |
| 1957      | «Елніас» Шяуляй         | «Інкарас» Каунас           | «Ліну Аудінія» Плунге                | Петрас Шкеловас («Раудонасіс спаліс» Каунас) | 22   |
| 1958      | «Елніас» Шяуляй         | «Червона Зірка» Вільнюс    | «Спартакас» Вільнюс                  | Петрас Шкеловас («Раудонасіс спаліс» Каунас) | 11   |
| 1958-1959 | «Червона Зірка» Вільнюс | ККІ Каунас                 | «Елніас» Шяуляй                      | ? |      |
| 1959-1960 | «Елніас» Шяуляй         | «Червона Зірка» Вільнюс    | «Ліну Аудінія» Плунге                | Р. Прікоцкіс («Елніас» Шяуляй) A. Станкевічюс («Спартакас»-2 Вільнюс)                                                                                       | 15   |
| 1960-1961 | «Елніас» Шяуляй         | «Балтія» Клайпеда          | «Інкарас» Каунас                     | Альгімантас Луцінавічюс (Кретинга) | 22   |
| 1961-1962 | ФК «Алетас» Каунас      | «Гранітас» Клайпеда        | «Інкарас» Каунас                     | Р. Казлаускас (МСК Паневежис) | 22   |
| 1962-1963 | «Статиба» Паневежис     | «Політехніка» Каунас       | «Інкарас» Каунас                     | Вітаутас Юкнус («Політехніка» Каунас) | 23   |
| 1964      | «Інкарас» Каунас        | «Статиба» Паневежис        | «Мінія» Кретинга                     | Петрас Шкеловас («Інкарас» Каунас) | 26   |
| 1965      | «Інкарас» Каунас        | «Саліутас» Вільнюс         | «Статиба» Паневежис                  | Петрас Шкеловас («Інкарас» Каунас) | 26   |
| 1966      | «Невежис» Кедайняй      | «Статибінінкас» Шяуляй     | «Саліутас» Вільнюс                   | Петрас Шкеловас («Інкарас» Каунас) | 19   |
| 1967      | «Саліутас» Вільнюс      | «Інкарас» Каунас           | «Невежис» Кедайняй                   | С. Кунцевічюс («Жальгіріс» Науйойі-Вільня) Мелінаускас («Інкарас» Каунас) Корнеліюс Скейвюс («Статибінінкас» Шяуляй) Ромас Скейвюс («Статибінінкас» Шяуляй) | 13   |
| 1968      | «Статиба» Паневежис     | «Невежис» Кедайняй         | «Статибінінкас» Шяуляй               | Ромас Якубайтіс («Статиба» Паневежис) | 18   |
| 1969      | «Статибінінкас» Шяуляй  | «Невежис» Кедайняй         | «Інкарас» Каунас                     | В. Паура («Невежис» Кедайняй) | 17   |
| 1970      | ФК «Алетас» Каунас      | «Політехніка» Каунас       | «Невежис» Кедайняй                   | Вітаутас Дірмейкіс (ФК «Алетас» Каунас) | 20   |
| 1971      | «Пажанга» Вільнюс       | «Атлантас» Клайпеда        | «Віенибе» Укмерге                    | Р. Дауноравічюс («Вієнибе» Укмерге) Е. Міліюс («Кретинга»)                                                                                                  | 13   |
| 1972      | «Невежис» Кедайняй      | «Пажанга» Вільнюс          | «Дайнава» Алітус                     | Р. Балчійнас («Пажанга» Вільнюс) | 13   |
| 1973      | «Невежис» Кедайняй      | «Атлантас» Клайпеда        | «Дайнава» Алітус                     | ? |      |
| 1974      | «Таурас» Шяуляй         | «Віенибе» Укмерге          | «Атмосфера» Мажейкяй                 | Р. Дауноравічюс («Вієнибе» Укмерге) | 20   |
| 1975      | «Дайнава» Алітус        | «Пажанга» Вільнюс          | Судува Капсукас                      | Євгеніюс Кургузніковас (Судува Капсукас) В. Щербаковас (ФК «Алетас» Каунас)                                                                                 | 17   |
| 1976      | «Атмосфера» Мажейкяй    | «Віенибе» Укмерге          | «Пажанга» Вільнюс                    | ? |      |
| 1977      | «Статибінінкас» Шяуляй  | «Келінінкас» Каунас        | «Атмосфера» Мажейкяй                 | Р. Дауноравічюс («Вієнибе» Укмерге) Ромас Шаулус («Атмосфера» Мажейкяй)                                                                                     | 15   |
| 1978      | «Атлантас» Клайпеда     | «Статибінінкас» Шяуляй     | «Банга» Каунас                       | Р. Науседа (ФК «Алетас» Каунас) | 13   |
| 1979      | «Атмосфера» Мажейкяй    | «Келінінкас» Каунас        | «Невежис» Кедайняй                   | ? |      |
| 1980      | «Атлантас» Клайпеда     | «Таурас» Шяуляй            | «Політехніка» Каунас                 | Едвардас Маляускас («Атлантас» Клайпеда) | 16   |
| 1981      | «Атлантас» Клайпеда     | «Келінінкас» Каунас        | «Пажанга» Вільнюс                    | Віталіюс Станкевічюс («Інкарас» Каунас) | 21   |
| 1982      | «Пажанга» Вільнюс       | «Атлантас» Клайпеда        | «Таурас» Шяуляй                      | Едвардас Маляускас («Атлантас» Клайпеда) | 17   |
| 1983      | «Пажанга» Вільнюс       | «Атлантас» Клайпеда        | «Таурас» Шяуляй                      | Рімантас Вікторавічюс («Таурас» Шяуляй) | 21   |
| 1984      | «Атлантас» Клайпеда     | «Екранас» Паневежис        | СРТ (Вільнюс)                        | Юріюс Гордеєвас («Атлантас» Клайпеда) | 17   |
| 1985      | «Екранас» Паневежис     | «Атлантас» Клайпеда        | СРТ (Вільнюс)                        | К. Валантіюс (СРТ (Вільнюс)) | 16   |
| 1986      | «Банга» Каунас          | «Атлантас» Клайпеда        | «Екранас» Паневежис                  | Г. Аніліоніс («Банга» Каунас) | 17   |
| 1987      | «Таурас» Таураге        | СРТ (Вільнюс)              | «Інкарас» Каунас                     | Юріюс Гордеєвас (СРТ Вільнюс) | 23   |
| 1988      | СРТ (Вільнюс)           | «Інкарас» Каунас           | «Екранас» Паневежис                  | Ремігіюс Бубліаускас («Таурас» Таураге) Юріюс Гордеєвас (СРТ Вільнюс) Саулюс Вертеліс («Атмосфера» Мажейкяй)                                                | 20   |
| 1989      | «Банга» Каунас          | «Екранас» Паневежис        | «Сіріюс» Клайпеда                    | А. Вертеліс («Атмосфера» Мажейкяй) | 17   |

Чемпіони, загальна таблиця (1945—1989)
| Клуб                                                     | Чемпіон | 2-е місце | 3-є місце | Переможні роки                                     |
| -------------------------------------------------------- | ------- | --------- | --------- | -------------------------------------------------- |
| «Елніас» Шяуляй†                                         | 7       | 3         | 3         | 1948, 1949, 1953, 1957, 1958, 1959—1960, 1960—1961 |
| «Інкарас» Каунас†                                        | 5       | 6         | 5         | 1950, 1951, 1954, 1964, 1965                       |
| «Атлантас» Клайпеда                                      | 4       | 7         | 0         | 1978, 1980, 1981, 1984                             |
| БО Вільнюс/ «Червона Зірка» Вільнюс/ «Саліутас» Вільнюс† | 3       | 3         | 1         | 1952, 1958—1959, 1967                              |
| «Невежис» Кедайняй                                       | 3       | 2         | 3         | 1966, 1972, 1973                                   |
| «Пажанга» Вільнюс†                                       | 3       | 2         | 2         | 1971, 1982, 1983                                   |
| «Статибінінкас» Шяуляй†                                  | 2       | 2         | 1         | 1969, 1977                                         |
| «Статиба» Паневежис†                                     | 2       | 1         | 3         | 1962-1963, 1968                                    |
| ФК «Алетас» Каунас†                                      | 2       | 1         | 0         | 1961-1962, 1970                                    |
| «Атмосфера» Мажейкяй†                                    | 2       | 0         | 2         | 1976, 1979                                         |
| «Банга» Каунас                                           | 2       | 0         | 1         | 1986, 1989                                         |
| «Екранас» Паневежис                                      | 1       | 2         | 2         | 1985                                               |
| «Таурас» Шяуляй                                          | 1       | 1         | 2         | 1974                                               |
| СРТ Вільнюс†                                             | 1       | 1         | 2         | 1988                                               |
| «Ліма» Каунас†                                           | 1       | 1         | 1         | 1955                                               |
| «Спартакас» Каунас†                                      | 1       | 1         | 0         | 1945                                               |
| «Таурас» Таураге                                         | 1       | 1         | 0         | 1987                                               |
| «Ліну Аудінія» Плунге                                    | 1       | 0         | 2         | 1956                                               |
| «Дайнава» Алітус†                                        | 1       | 0         | 2         | 1975                                               |
| «Динамо» Каунас†                                         | 1       | 0         | 0         | 1946                                               |
| «Локомотивас» Каунас†                                    | 1       | 0         | 0         | 1947                                               |

Клуби, виділені жирним шрифтом, грають у А-лізі.

† — клуби припинили існування.

### А-ліга з 1990
| Сезон     | Чемпіон                 | 2-е місце            | 3-є місце               | Бомбардир (Клуб)                                                                            | Голи |
| --------- | ----------------------- | -------------------- | ----------------------- | ------------------------------------------------------------------------------------------- | ---- |
| 1990      | «Сіріюс» Клайпеда       | «Екранас» Паневежис  | «Жальгіріс» Вільнюс     | Далюс Байюрунас («Таурас» Шяуляй)                                                           | 22   |
| 1991      | «Жальгіріс» Вільнюс     | «Маккабі» Вільнюс    | «Банга» Каунас          | Егідіюс Мейдюс («Вілійя» Каунас)                                                            | 13   |
| 1991–1992 | «Жальгіріс» Вільнюс     | ФК «Панеріс» Вільнюс | «Сіріюс» Клайпеда       | Ремігіюс Посіюс («Гранітас» Клайпеда; «Кареда» Шяуляй Вайдотас Шлекюс («Екранас» Паневежис) | 14   |
| 1992–1993 | «Екранас» Паневежис     | «Жальгіріс» Вільнюс  | ФК «Панеріс» Вільнюс    | Вайдотас Шлекюс («Екранас» Паневежис)                                                       | 16   |
| 1993–1994 | РОМАР Мажейкяй          | «Жальгіріс» Вільнюс  | «Екранас» Паневежис     | Вайдотас Шлекюс («Екранас» Паневежис) Робертас Жалюс (ФБК Каунас)                           | 16   |
| 1994–1995 | «Інкарас-Гріфас» Каунас | «Жальгіріс» Вільнюс  | РОМАР Мажейкяй          | Еймантас Подеріс («Жальгіріс» Вільнюс; «Інкарас-Гріфас» Каунас)                             | 24   |
| 1995–1996 | «Інкарас-Гріфас» Каунас | «Кареда» Шяуляй      | «Жальгіріс» Вільнюс     | Едгарас Янкаускас («Жальгіріс» Вільнюс)                                                     | 25   |
| 1996–1997 | «Кареда» Шяуляй         | «Жальгіріс» Вільнюс  | «Інкарас-Гріфас» Каунас | Ремігіюс Посіюс («Кареда» Шяуляй)                                                           | 14   |
| 1997–1998 | «Кареда» Шяуляй         | «Жальгіріс» Вільнюс  | «Екранас» Паневежис     | Відас Данченко («Кареда» Шяуляй)                                                            | 26   |
| 1998–1999 | «Жальгіріс» Вільнюс     | «Кареда» Шяуляй      | ФБК Каунас              | Артурас Фоменко («Кареда» Шяуляй)                                                           | 14   |
| 1999      | «Жальгіріс» Каунас      | «Жальгіріс» Вільнюс  | «Атлантас» Клайпеда     | Неріюс Васіляускас («Жальгіріс» Вільнюс)                                                    | 10   |
| 2000      | «Каунас»                | «Жальгіріс» Вільнюс  | «Атлантас» Клайпеда     | Андріюс Величко («Каунас»)                                                                  | 26   |
| 2001      | «Каунас»                | «Атлантас» Клайпеда  | «Жальгіріс» Вільнюс     | Ремігіюс Посіюс («Каунас»)                                                                  | 22   |
| 2002      | «Каунас»                | «Атлантас» Клайпеда  | «Екранас» Паневежис     | Аудріюс Шлекюс («Каунас»)                                                                   | 19   |
| 2003      | «Каунас»                | «Екранас» Паневежис  | «Ветра»                 | Річардас Беніюшіс («Атлантас» Клайпеда; «Каунас»)                                           | 16   |
| 2004      | «Каунас»                | «Екранас» Паневежис  | «Атлантас» Клайпеда     | Повілас Люкшюс («Екранас» Паневежис)                                                        | 19   |
| 2005      | «Екранас» Паневежис     | «Каунас»             | «Судува» Маріямполе     | Мантас Савенас («Екранас» Паневежис)                                                        | 27   |
| 2006      | «Каунас»                | «Екранас» Паневежис  | «Ветра»                 | Сергій Кузнецов («Ветра» Вільнюс)                                                           | 18   |
| 2007      | «Каунас»                | «Судува» Маріямполе  | «Екранас» Паневежис     | Повілас Люкшюс («Екранас» Паневежис)                                                        | 26   |
| 2008      | «Екранас» Паневежис     | «Каунас»             | «Ветра»                 | Рафаель Ледесма («Каунас»)                                                                  | 14   |
| 2009      | «Екранас» Паневежис     | «Ветра»              | «Судува» Маріямполе     | Валдас Тракіс («Екранас» Паневежис)                                                         | 20   |
| 2010      | «Екранас» Паневежис     | «Судува» Маріямполе  | «Жальгіріс» Вільнюс     | Повілас Люкшюс («Судува» Маріямполе)                                                        | 16   |
| 2011      | «Екранас» Паневежис     | «Жальгіріс» Вільнюс  | «Судува» Маріямполе     | Девідас Матулевічюс («Жальгіріс» Вільнюс)                                                   | 19   |
| 2012      | «Екранас» Паневежис     | «Жальгіріс» Вільнюс  | «Судува» Маріямполе     | Артурас Рямкевічюс (ФК «Шяуляй»)                                                            | 35   |
| 2013      | «Жальгіріс» Вільнюс     | «Атлантас» Клайпеда  | «Екранас» Паневежис     | Неріюс Вальскіс («Судува» Маріямполе)                                                       | 27   |
| 2014      | «Жальгіріс» Вільнюс     | ФК «Круоя» Пакруоїс  | «Атлантас» Клайпеда     | Ніко Токич (ФК «Шяуляй»)                                                                    | 19   |
| 2015      | «Жальгіріс» Вільнюс     | Тракай               | Атлантас                | Томас Радзіневічюс (Судува)                                                                 | 28   |
| 2016      | «Жальгіріс» Вільнюс     | Тракай               | Судува                  | Андрія Калуджерович («Жальгіріс» Вільнюс)                                                   | 20   |
| 2017      | Судува                  | «Жальгіріс» Вільнюс  | Тракай                  | Дарвідас Шярнас («Жальгіріс» Вільнюс)                                                       | 19   |
| 2018      | Судува                  | «Жальгіріс» Вільнюс  | Тракай                  | Лівіу Антал («Жальгіріс» Вільнюс)                                                           | 23   |
| 2019      | Судува                  | «Жальгіріс» Вільнюс  | Рітеряй                 | Томислав Киш («Жальгіріс» Вільнюс)                                                          | 27   |
| 2020      | «Жальгіріс» Вільнюс     | Судува               | Кауно Жальгіріс         | Уго Відемон («Жальгіріс» Вільнюс)                                                           | 13   |
| 2021      | «Жальгіріс» Вільнюс     | Судува               | Кауно Жальгіріс         | Уго Відемон («Жальгіріс» Вільнюс)                                                           | 17   |
| 2022      | «Жальгіріс» Вільнюс     | Кауно Жальгіріс      | Паневежис               | Ренан Олівейра («Жальгіріс» Вільнюс)                                                        | 17   |
| 2023      | Паневежис               | «Жальгіріс» Вільнюс  | Шяуляй                  | Матіас Оєвусі («Жальгіріс» Вільнюс)                                                         | 19   |

Титули А-ліги
| Клуб                     | Кількість перемог | Друге місце | Третє місце | Переможні сезони                                                     |
| ------------------------ | ----------------- | ----------- | ----------- | -------------------------------------------------------------------- |
| «Жальгіріс» Вільнюс      | 10                | 13          | 4           | 1991, 1991–1992, 1998–1999, 2013, 2014, 2015, 2016, 2020, 2021, 2022 |
| «Каунас»†                | 8                 | 2           | 2           | 1999, 2000, 2001, 2002, 2003, 2004, 2006, 2007                       |
| «Екранас» Паневежис†     | 7                 | 4           | 5           | 1992–1993, 2005, 2008, 2009, 2010, 2011, 2012                        |
| «Судува»                 | 3                 | 4           | 5           | 2017, 2018, 2019                                                     |
| «Кареда» Шяуляй†         | 2                 | 2           | 0           | 1996–1997, 1997–1998                                                 |
| «Інкарас-Гріфас» Каунас† | 2                 | 0           | 1           | 1994–1995, 1995–1996                                                 |
| «Сіріюс» Клайпеда†       | 1                 | 0           | 1           | 1990                                                                 |
| РОМАР Мажейкяй†          | 1                 | 0           | 1           | 1993–1994                                                            |
| Паневежис                | 1                 | 0           | 1           | 2023                                                                 |

Клуби, виділені жирним шрифтом, грають у А-лізі.

† — клуби припинили існування.